# Gare de Lowestoft
La gare de Lowestoft est une gare ferroviaire britannique du Wherry Lines, située à sur le territoire de la ville de Lowestoft dans le comté du Suffolk à l'est de Angleterre.

## Situation ferroviaire
Établie à 4 mètres d'altitude, la gare en impasse de Lowestoft est située au point kilométrique (PK) 23,41 de la Wherry Lines : ligne de Norwich à Lowestoft, après la gare de d'Oulton Broad North. C'est également la gare d'origine  de la East Suffolk line (en) et la gare terminus de la Yarmouth–Lowestoft line (en) (HS).

## Histoire
La gare de Lowestoft est mise en service en 1847 par la compagnie du Norfolk Railway (en) de Samuel Morton Peto.

## Service des voyageurs

### Desserte

Quais et dessertes
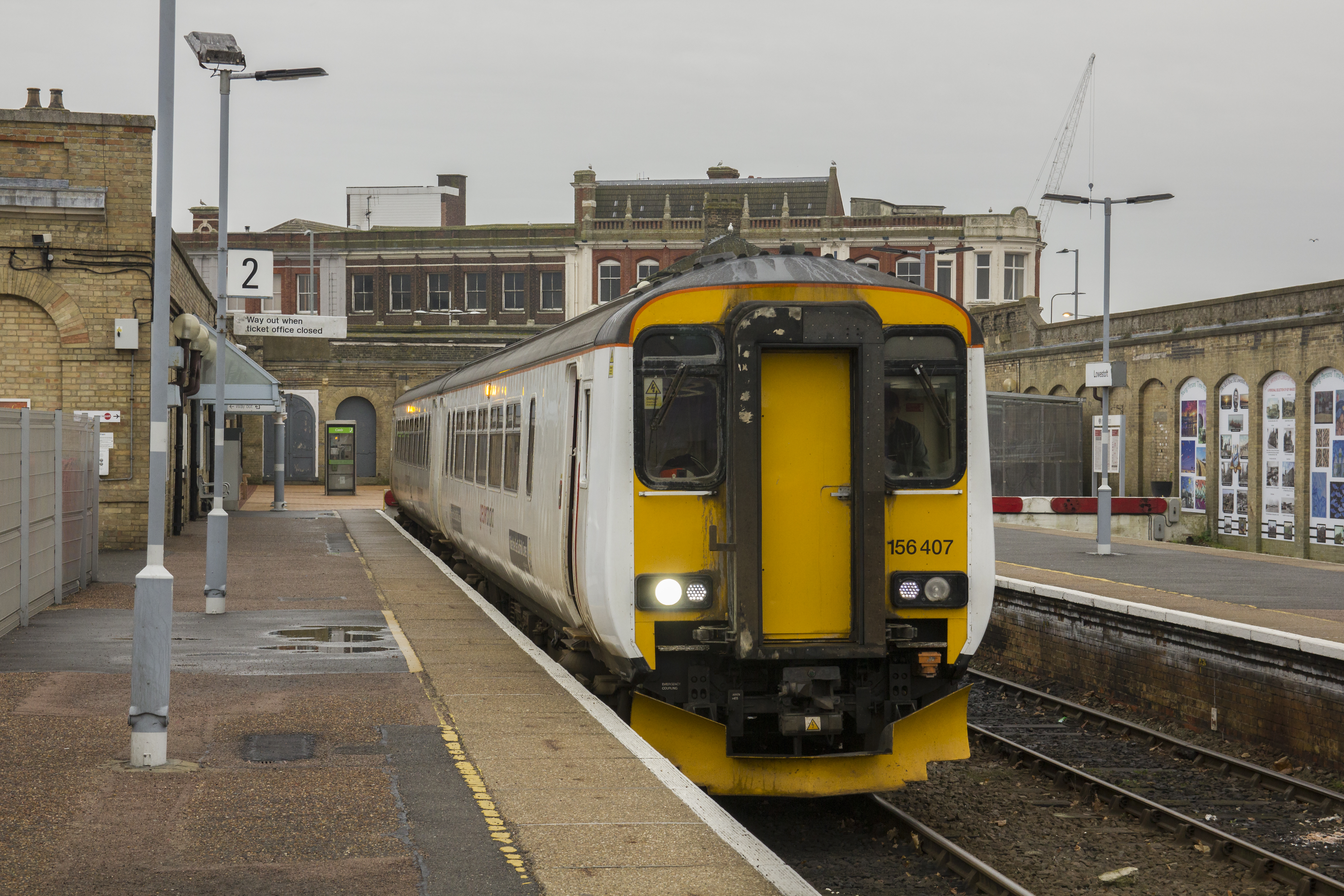
2015
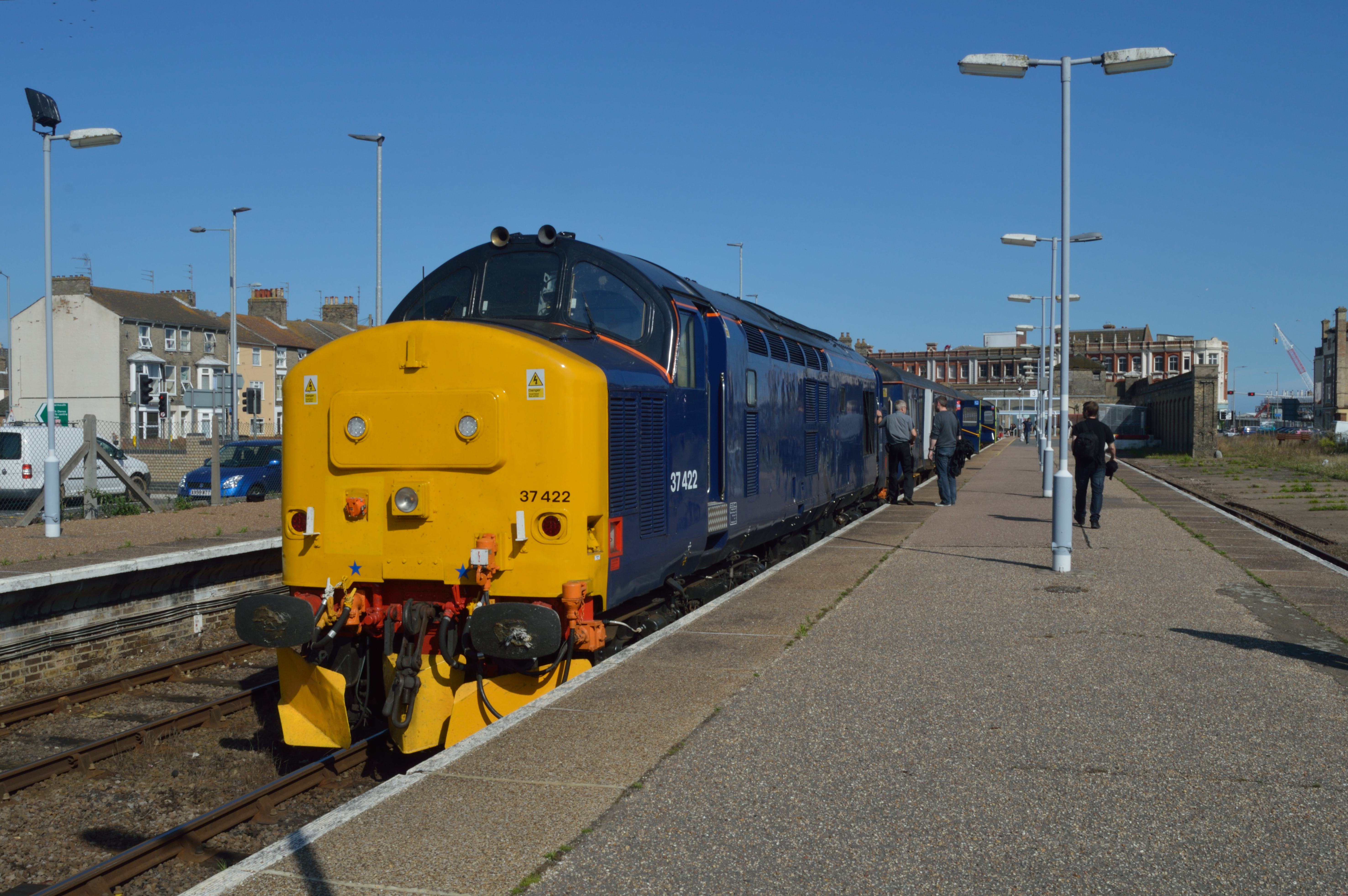
2015
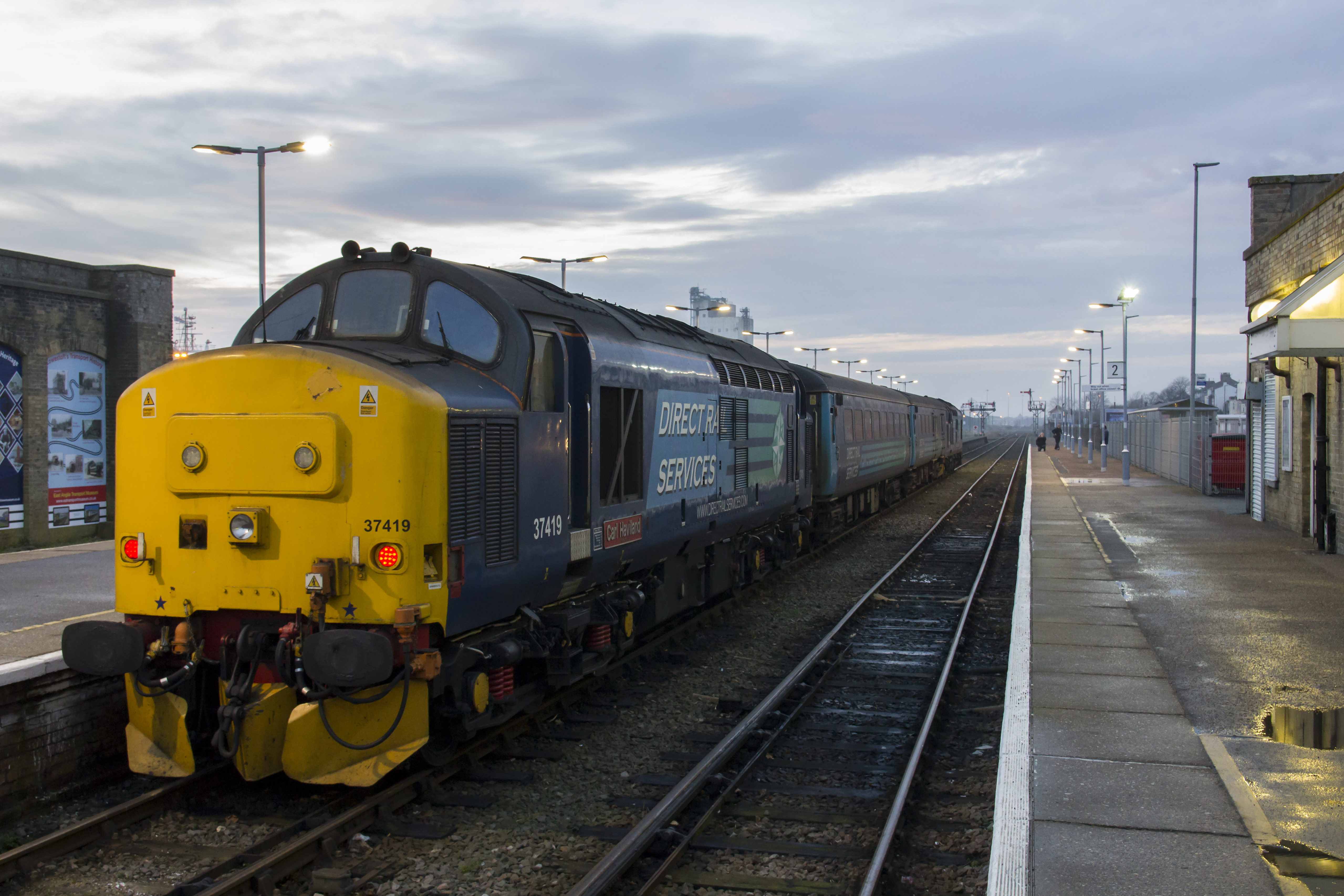
2016